# Kerstin Kaiser
Kerstin Kaiser, geborene Henschke (* 16. Juli 1960 in Stralsund) ist eine deutsche Politikerin (PDS, Die Linke). Sie war Spitzenkandidatin ihrer Partei für die Landtagswahl in Brandenburg 2009 und bis 2012 Vorsitzende der Linksfraktion im Landtag Brandenburg.

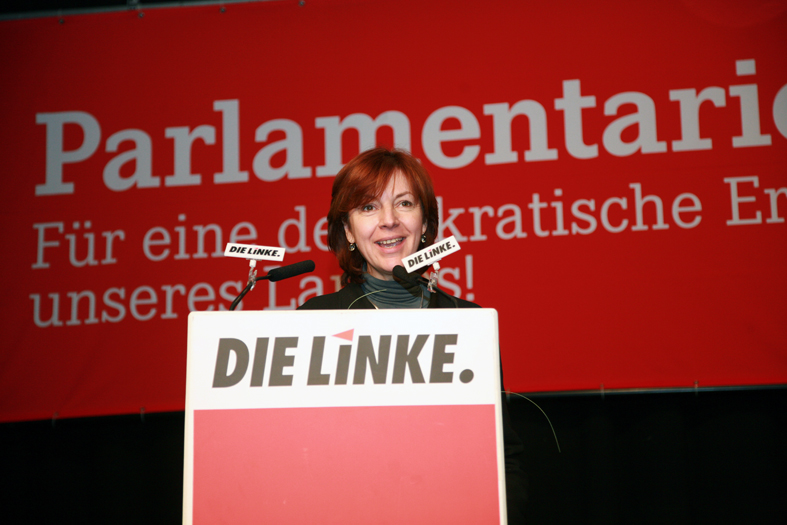
Kerstin Kaiser (2012)

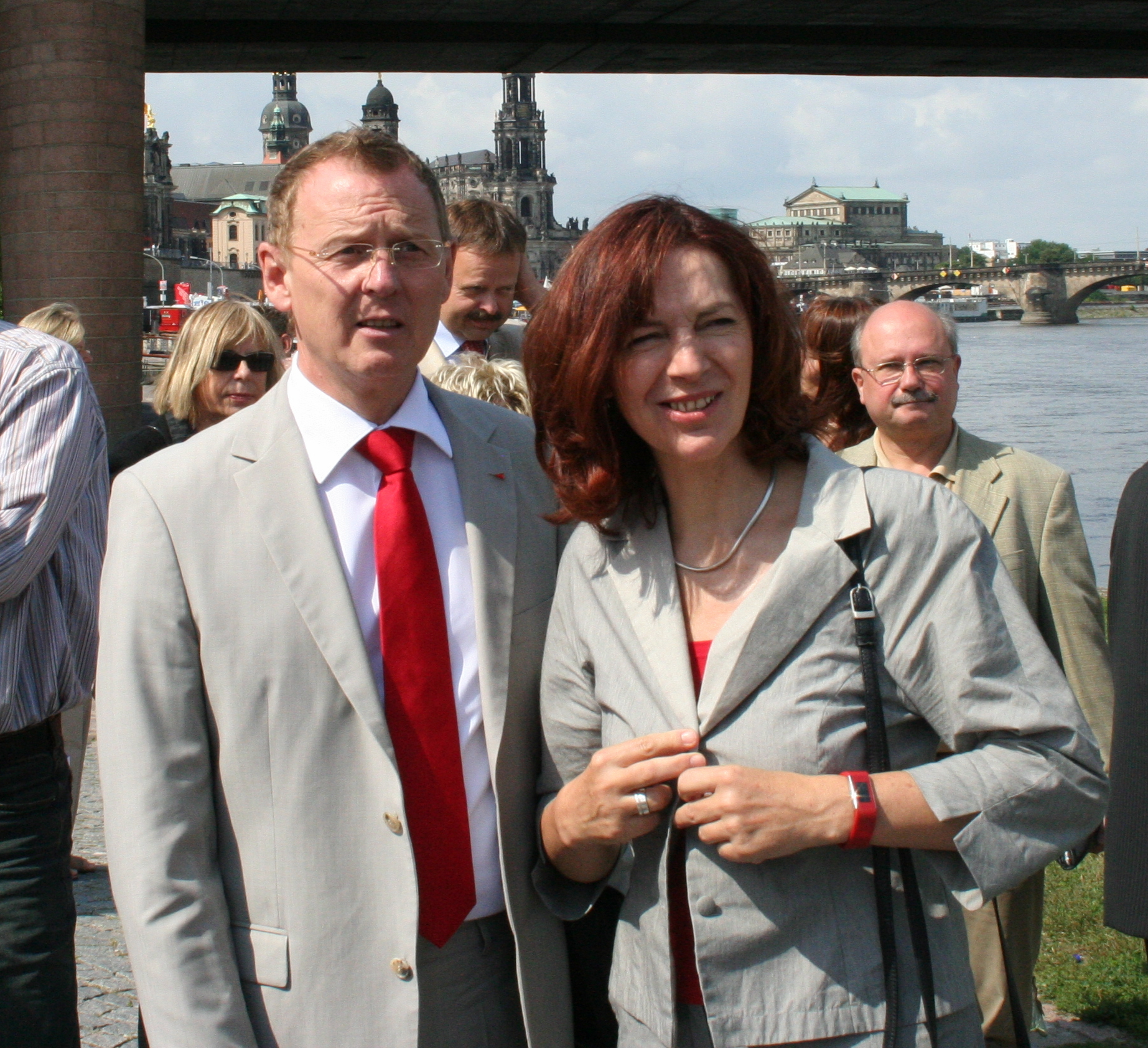
Kerstin Kaiser mit Bodo Ramelow bei einer Wahlveranstaltung in Dresden, 14. August 2009

## Leben und Beruf
Kerstin Henschke wuchs in Franzburg auf. Nachdem sie 1979 ihr Abitur am Institut zur Vorbereitung auf das Auslandsstudium in Halle erworben hatte, studierte sie bis 1984 russische Sprache und Literatur an der Staatlichen Universität Leningrad und schloss als Diplomslawistin ab.
Von 1984 bis 1989 war sie als Lehrerin in der Sprachintensivausbildung der Parteischule beim Zentralkomitee (ZK) der SED „Karl Liebknecht“ in Kleinmachnow beschäftigt. Anschließend arbeitete sie bis 1991 im BIT-Center Kleinmachnow und von 1995 bis 1999 als wissenschaftliche Mitarbeiterin der Fraktion der Partei des demokratischen Sozialismus (PDS) im Landtag Brandenburg.
Sie hat vier Kinder und ist in dritter Ehe verheiratet.

## Politik
Kaiser trat 1980 in die Sozialistische Einheitspartei Deutschlands (SED) ein, nach dem Wandel und der Umbenennung der Partei war sie von 1990 bis 2007 Mitglied der Partei des Demokratischen Sozialismus (PDS) und seitdem in der Partei Die Linke. Von 1991 bis 1995 war sie stellvertretende PDS-Bundesvorsitzende und von 1995 bis 1997 stellvertretende Landesvorsitzende der PDS Brandenburg. Ab 1998 war sie Kreisvorsitzende der PDS Märkisch-Oderland.
Von 1993 bis 1996 war sie Abgeordnete des Kreistages im Landkreis Potsdam-Mittelmark und seit 1998 Mitglied des Kreistages im Landkreis Märkisch-Oderland.
Mitglied des Brandenburger Landtages war Kaiser seit September 1999. Sie zog als einzige Abgeordnete ihrer Partei viermal in Folge als Direktkandidatin, für den Landtagswahlkreis Märkisch-Oderland II, ins Parlament ein.
Im Oktober 2004 wurde sie Mitglied des Präsidiums und zunächst stellvertretende Vorsitzende der Fraktion der PDS, im Oktober 2005 wurde sie Fraktionsvorsitzende der Linkspartei im Landtag Brandenburgs. Damit wurde sie Oppositionsführerin gegen die von Ministerpräsident Matthias Platzeck (SPD) geführte Koalitionsregierung von SPD und CDU in Brandenburg. Von Oktober 2004 bis Dezember 2009 war sie Vorsitzende des Ausschusses für Arbeit, Soziales, Gesundheit und Familie im Landtag und Sprecherin der Fraktion für Sozialpolitik, Familie und Gleichstellung.
Im Landtagswahlkampf 2009 trat sie auch als Sängerin politischer Lieder mit ihrer Band Kerstin Kaiser & Ko. auf.
Am 6. Oktober 2009 wurde Kaiser mit 91,6 % zur Vorsitzenden der Linksfraktion im Brandenburger Landtag wiedergewählt. Sie war Sprecherin der Fraktion für Verfassungsfragen, Bundes- und Länderangelegenheiten und Mitglied im Hauptausschuss des Landtags. Am 2. November 2010 wurde sie mit 69,6 % im Amt der Vorsitzenden der Linksfraktion im Brandenburger Landtag bestätigt. Am 14. August 2012 kündigte sie an, nicht mehr bei der bevorstehenden Wahl zum Fraktionsvorsitz zu kandidieren.
Kaiser war auch Mitglied der Fraktion Die Linke in der Stadtverordnetenversammlung Strausberg.
Am 1. März 2016 übernahm Kaiser die Leitung des Moskauer Büros der Rosa-Luxemburg-Stiftung. Zum 29. Februar 2016 legte sie deshalb ihr Landtagsmandat und die Mitgliedschaft in der Stadtverordnetenversammlung Strausberg nieder. Als das Moskauer Büro 2022 wegen des russischen Überfalls auf die Ukraine geschlossen wurde, kehrte sie nach Deutschland zurück.
Kaiser war Mitglied im deutsch-russischen Diskussionsforum Petersburger Dialog und gehörte 2022 zu jener Minderheit von sieben Mitgliedern, die sich gegen dessen Auflösung aussprachen.
Sie kandidierte bei der Kommunalwahl in Brandenburg am 9. Juni 2024 und wurde in die Stadtverordnetenversammlung Strausberg und den Kreistag Märkisch-Oderland gewählt. Bei der Landtagswahl 2024 trat sie wieder als Direktkandidatin an, sie erhielt 9,3 Prozent der Stimmen, kam damit auf Platz 5 und zog nicht in den Landtag ein.

## Mitarbeiterin des Ministeriums für Staatssicherheit der DDR
Sie war inoffizielle Mitarbeiterin des Ministeriums für Staatssicherheit der DDR. Während ihres Studiums spionierte sie unter dem Decknamen „Kathrin“ ihre Kommilitoninnen aus und denunzierte diese unter anderem wegen des Tragens von „unsauberen Jeans“ und wegen des Hörens von Westsendern. Ihre handschriftliche Verpflichtungserklärung unterzeichnete sie am 3. April 1979. Ihre Berichte über Nicht-DDR-Studenten wurden an den sowjetischen Geheimdienst KGB weitergeleitet. Insgesamt sind nach Wortlaut des Berichts der unabhängigen Expertenkommission zur Überprüfung der Abgeordneten des brandenburgischen Landtags 27 Treffberichte der Führungsoffiziere, acht Berichte nach mündlichen Informationen von IM „Katrin“, ein handschriftlicher Bericht und 23 Tonbandabschriften (davon 13 mit ihrem Decknamen unterzeichnet) in ihrer Akte vorhanden.
Schon vor ihrer Werbung als IM berichtete sie in sechs dokumentierten Gesprächen über politische Einstellungen, über soziales und persönliches Verhalten von Studenten aus ihrem Umfeld.
Sie informierte die Staatssicherheit darüber, wer Kontakte zu westlichen Studenten unterhielt und wer „sexuell sehr stark bedürftig“ sei. Es wird beschrieben, dass sie die Spitzelaufträge mit viel Elan ausführte und ihrem Führungsoffizier bei jedem Treffen mehrere Personenbeschreibungen diktierte.
Anfang 1983 verlor die Staatssicherheit das Interesse an Kerstin Kaiser, doch diese bat „auf Grund ihrer Schwangerschaft nicht auf ein totes Gleis gestellt“ zu werden. Nach Kerstin Kaisers eigenen Angaben endete die Zusammenarbeit mit dem MfS im Jahr 1984. Das MfS legte ihren Vorgang erst im Jahr 1988 zu den Akten.
Im Zuge ihrer Kandidatur für die Bundestagswahl 1994 wurde ihre Tätigkeit für das Ministerium für Staatssicherheit in öffentlichen und parteiinternen Debatten thematisiert. Sie gab jeweils nur das zu, was ohnehin schon bekannt war. 1994 warf ihr Karin Dörre vor, „die Partei über das wahre Ausmaß ihrer Stasi-Zuträgerei belogen“ zu haben. Nachdem sie 1994 in den 13. Deutschen Bundestag gewählt wurde (Landesliste der PDS Brandenburg, Listenplatz 3), forderten einige der PDS-Abgeordneten (z. B. Stefan Heym, der nicht neben einer Denunziantin Platz nehmen wollte) in der Fraktion, dass sie wegen der Tätigkeit für die Staatssicherheit das Mandat nicht annehmen solle. Dieser Forderung kam sie schlussendlich nach.
Wegen ihrer Vorbelastung durch die frühere Stasi-Tätigkeit verzichtete ihre Partei 2009 auf die Forderung nach einem Ministeramt für Kaiser.